# Dolophones intricata
Dolophones intricata là một loài nhện trong họ Araneidae.
Loài này thuộc chi Dolophones. Dolophones intricata được William Joseph Rainbow miêu tả năm 1915.